# 翟璜
翟璜（？—？），又名翟触、翟黄，战国时期魏国绛（今山西绛县）人，为魏国的国相，辅佐魏文侯。

## 生平
翟璜爵至上卿，为相三十余年，为魏文侯推荐大量栋梁之才。推荐吴起守西河，推荐西门豹为邺令防备赵国，北门可为酸枣令抵御齐国，推荐翟角、乐羊灭中山国，推荐李悝（李克）改革变法，使魏国大治。其中乐羊还是杀翟璜之子翟靖的乐舒之父。
《吕氏春秋·不苟论·自知》、《新序·杂事》、《資治通鑑·周纪一》講述了戰國初翟璜巧諫魏文侯，免除任座之罪的策略方式。魏文侯與幾位士大夫宴飲，席間他問大家：“我是一個甚麼樣的君主？”大家贊仁稱智，都說的是贊揚之語。
輪到任座發言，任座說：“您是一位不賢明的君主。攻取了中山不封给弟，卻封给兒子，以此知道你不賢明。”文侯不高興，怒形於色，準備處罰任座，任座唬得快步跑了出去。
接著，輪到翟璜發言，翟璜說：“您是賢明的君主。我聽說過，賢明的君主，他的臣子說話就直率。剛才任座的話很直率，因此可知您很賢明。”文侯聽了很高興，急忙將任座從門口請過来，拜為上卿。被赐予国君能乘坐的轩车。

### 文侯問相
魏文侯問他的大臣中山（河北省定州市）守將李克：「你曾經說過：『家貧思良妻，國亂思良相（宰相）。』我現在想從兩個人中，選擇一位當宰相，不是魏成，就是翟璜，你以為哪一位比較合適？」
李克說：「地位低微的人不參與決定尊貴的事，關係疏遠的人不參與討論關係親密的人。我遠在宮門之外，不敢向你提出意見。」
魏斯說：「不要滑頭，一定要你說出來。」
李克說：「哪一位當宰相合適，條件至為明顯，主上一時沒有注意到罷了。平常日子，觀察他親近些什麼人？有錢之後，觀察他把錢用到哪裡去？做了高官，觀察他推薦些什麼賢能？貧賤的時候，觀察他是不是有所不為？窮困的時候，觀察他接受不接受不義之財？從這五點，可以得到結論，還用我多說話？」
魏斯欣然說：「好了，請你回府休息吧，我已決定任命誰當宰相了。」
李克出宮，遇到翟璜，翟璜問：「聽說主上召你進宮，向你徵求宰相人選的意見，你推薦了誰？」
李克說：「魏成。」
翟璜臉色大變說：「主上擔心西河（黃河西岸，今陝西省東部），是我推薦吳起。主上憂慮鄴城（河北省臨漳縣西南鄴鎮），是我推薦西門豹。主上要攻擊中山國，是我推薦樂羊。占領中山後，物色不到守將，是我推薦你。主上的兒子沒有教師，是我推薦屈侯鮒。僅這幾點，我有什麼地方不如魏成？」
李克說：「你當初推薦我鎮守中山，難道是把我當做黨羽，納入組織，用來培植幫派，以求更大的官？我想當然不是。主上問我誰適宜當宰相，我就依照實際情況回答。所以推測主上一定任用魏成，因為魏成千鍾（一鍾，六斛四斗）俸祿，卻用九百鍾廣交聖賢豪傑，只留一百鍾給家人，所以才發掘出卜商、田子方、段干木，介紹給主上，主上尊為師傅。而你所推薦的五位，主上都用作部屬，你怎麼能跟魏成相比？」
翟璜大為慚愧，赧然說：「我真是一個粗線條，不該這麼問你，願追隨你學習，做你的弟子。」